# Gaëtan Robert
Pour les articles homonymes, voir Robert (patronyme).

a Compétitions nationales et continentales officielles uniquement.

Dernière mise à jour le 3 juin 2023.
Gaëtan Robert, né le 13 juillet 1997 à Dax, est un joueur français de rugby à XV qui évolue au poste de demi d'ouverture.

## Biographie
Gaëtan Robert commence la pratique du rugby à XV dans son village de Linxe, dès l'âge de cinq ans avec le Rugby Castets Linxe,,. Il joue à l'occasion avec l'Association Côte Landes Rugby, regroupant sur plusieurs catégories les joueurs des écoles de rugby du Rugby Castets Linxe, du Landes ORC et de l'ES Léon,.
Il rejoint l'US Dax en catégorie Crabos vers 2014,,,. Après une saison avec les juniors, il est promu en catégorie espoir et rejoint le centre de formation du club,,, vers l'âge de 16 ans. En parallèle, il poursuit ses études en licence STAPS à Bordeaux,,.
Dès sa deuxième saison au centre de formation, Robert joue sa première feuille de match professionnel sur le terrain de Colomiers Rugby, le 30 octobre 2016,,. Titulaire lors du derby retour joué contre le Stade montois en fin de saison, il est l'un des artisans de la victoire qui se conclut par le maintien du club en Pro D2,.
À la fin de la saison 2016-2017, il est appelé dans le groupe de l'équipe de France « développement » de rugby à sept pour porter le maillot national dans le cadre du tournoi Centrale Sevens en mai 2017.
Après la relégation du club landais en Fédérale 1, Robert s'engage avec le Biarritz olympique à l'intersaison 2018. Après deux saisons, il signe son premier contrat professionnel à compter de la saison 2020-2021.
Alors qu'il n'a toujours disputé aucune rencontre avec l'équipe première du Biarritz olympique, il signe avant l'intersaison 2021 un contrat de deux ans avec le RC Suresnes, pensionnaire de Nationale. 
Au cours de sa deuxième saison, il fait son retour dans les Landes, restant dans la division en rejoignant l'US Dax pour pallier les absences au poste de demi d'ouverture jusqu'à la fin de la compétition.
Non conservé à l'issue de la saison et s'engage avec le Saint-Jean-de-Luz olympique en Nationale 2. Son contrat est prolongé au terme de sa première saison.

## Palmarès
- Championnat de France de Nationale :
  - Vice-champion : 2023[20] avec l'US Dax.